# Јадраново
Јадраново је насељено место у саставу града Цриквенице у Приморско-горанској жупанији, Република Хрватска.

## Историја
До територијалне реорганизације у Хрватској налазило се у саставу старе општине Цриквеница.

## Становништво
На попису становништва 2011. године, Јадраново је имало 1.197 становника.

## Попис 1991.
На попису становништва 1991. године, насељено место Јадраново је имало 505 становника, следећег националног састава:
| Попис 1991.‍  | Попис 1991.‍  | Попис 1991.‍ | Попис 1991.‍ | Попис 1991.‍ |
| ------------ | ------------ | ----------- | ----------- | ----------- |
|              |              |             |             |             |
| Хрвати       | Хрвати       |             | 474         | 93,86%      |
| Македонци    | Македонци    |             | 4           | 0,79%       |
| Немци        | Немци        |             | 4           | 0,79%       |
| Срби         | Срби         |             | 4           | 0,79%       |
| Албанци      | Албанци      |             | 3           | 0,59%       |
| Словенци     | Словенци     |             | 3           | 0,59%       |
| Муслимани    | Муслимани    |             | 1           | 0,19%       |
| Црногорци    | Црногорци    |             | 1           | 0,19%       |
| Чеси         | Чеси         |             | 1           | 0,19%       |
| неопредељени | неопредељени |             | 4           | 0,79%       |
| регион. опр. | регион. опр. |             | 1           | 0,19%       |
| непознато    | непознато    |             | 5           | 0,99%       |
| укупно: 505  |              |             |             |             |